# Saperda inornata
Saperda inornata là một loài bọ cánh cứng trong họ Cerambycidae.